# Frémur (Fréhel)
Der Frémur ist ein Küstenfluss in Frankreich, der im Département Côtes-d’Armor in der Region Bretagne verläuft. Er entspringt im Gemeindegebiet von Quintenic, entwässert generell in nordöstlicher Richtung und mündet nach rund 19 Kilometern an der Gemeindegrenze von Pléboulle und Fréhel in der Bucht Baie de la Fresnaye in den Ärmelkanal.
Hinweis: Nicht zu verwechseln mit dem gleichnamigen Küstenfluss Frémur der etwa 20 Kilometer weiter östlich, bei Saint-Briac-sur-Mer, ebenfalls in den Ärmelkanal mündet.

## Orte am Fluss
- Saint-Denoual
- Hénansal
- Pléboulle